# Lille (Alberta)
Pour les articles homonymes, voir Lille (homonymie).
Lille est une ville fantôme située dans la province de l'Alberta, au Canada. Elle tire son nom de la ville française de Lille, dans le Nord de la France, baptisée ainsi du fait de l'origine lilloise de ses deux fondateurs.